# Mavisbank House
Mavisbank est une maison de campagne à l'extérieur de Loanhead, au sud d'Édimbourg, dans le Midlothian, en Écosse. Elle est conçue par l'architecte William Adam en collaboration avec son client, Sir John Clerk of Penicuik, et est construite entre 1723 et 1727. Première villa palladienne en Écosse, elle est décrite par Historic Scotland comme "l'une des maisons de campagne les plus importantes d'Écosse". Elle est modifiée au XIXe siècle, mais subit des décennies de négligence au XXe siècle. Les intérieurs sont ravagés par un incendie en 1973 et la maison reste en ruine.

## Conception et construction

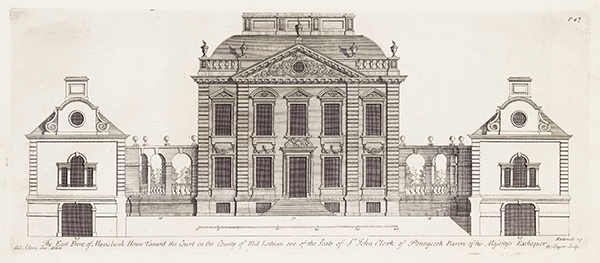
Mavisbank Vitruve Scoticus

Le père de Sir John Clerk, le premier baronnet de Penicuik, planifie une maison sur le domaine de Mavisbank à la fin du XVIIe siècle, pour laquelle un plan de 1698 subsiste. Sir John Clerk, 2e baronnet (1676–1755) est membre du Parlement d'Écosse et, après l'union de 1707, du Parlement de Grande-Bretagne. Il est également un mécène artistique, un compositeur de musique et un architecte amateur. En 1722, il hérite des domaines de son père et commence à planifier la nouvelle maison. À cette époque, William Adam est engagé sur sa première grande commission, la rénovation de Hopetoun House pour le comte de Hopetoun. Clerk et Adam collaborent à la conception de Mavisbank, qui est basée sur la proposition de 1698. Chacun réclame la plus grande partie du crédit pour la conception. Clerk écrit dans une lettre qu'il a conçu la maison "sous la correction de M. Adam, un architecte talentueux", tandis qu'Adam s'attribue le plan dans son livre, Vitruvius Scoticus. Il est clair qu'Adam entretenait une relation inhabituellement étroite avec son client, malgré leurs divergences d'opinion. Clerck a certainement critiqué certaines des suggestions d'Adam, bien que la correspondance survivante suggère qu'Adam a obtenu gain de cause sur un certain nombre de points. Les fondations sont posées en 1723, avec une construction confiée au maçon et entrepreneur John Baxter Senior, avec des pierres taillées par William Sylverstyne. Cependant, William Adam lui-même est ensuite nommé pour terminer les travaux.
Un jardin clos bordé de briques est construit en 1739 sous une forme circulaire basée sur le Colisée.

## Histoire ultérieure et déclin
La famille Clerk quitte la maison en 1815. En 1840, la maison est agrandie, peut-être sur des plans de Thomas Hamilton (architecte) (en), par des ajouts symétriques comprenant une salle de bal. Le bâtiment devient un asile en 1876. Des ajouts sont faits à l'avant des pavillons dans les années 1880. D'autres extensions sont faites dans les années 1920, mais en 1946, le Dr WM Harrowes, surintendant médical d'Édimbourg, achète la propriété et démolit tous les ajouts effectués depuis le XVIIIe siècle. En 1954, il charge Robert Hurd de restaurer le bâtiment, mais une grande partie de la restauration prévue de la maison n'est pas réalisée.
À la fin des années 1950, le parvis est utilisé comme parking pour les voitures utilisées et mises au rebut, et une négligence supplémentaire s'installe. Le bâtiment est ravagé par un incendie en 1973, détruisant le toit et les intérieurs. En 1986, le locataire Archie Stevenson est expulsé de Mavisbank avec plusieurs autres personnes qui ont séjourné dans des caravanes sur la propriété. La propriété de la maison reste cependant incertaine, car Stevenson a vendu des parties de la propriété à trois personnes peut-être fictives aux États-Unis.

## Propositions de restauration
Des travaux de stabilisation sont effectués dans les années 1980, en raison de la menace de démolition de la structure. Le Mavisbank Trust, une filiale d'Edinburgh & Lothians Greenspace Trust, est créé en 2002 pour explorer des solutions à plus long terme pour la restauration de la maison et du terrain. En août 2003, Mavisbank est présenté dans l'émission de télévision de la BBC Restoration, dans laquelle le public est invité à voter pour des propositions de restauration. Mavisbank atteint le tour final, mais perd contre les Victoria Baths de Manchester. En 2008, Historic Scotland examine deux options : la stabilisation du bâtiment en ruine ; ou création d'un "developer's shell", qui pourrait être vendu et complété par un tiers.
En 2016, Historical Environment Scotland retire la maison et le jardin de Mavisbank de sa liste des monuments anciens.